# Хермарх
Хермарх (стгрч. ΕρμαρχоςΕρμαρχоς; око 325. п. н. е. - око 250. п. н. е.) је старогрчки филозоф, ученик и Епикуров следбеник.

## Живот
Рођен у Митилини у сиромашној породици, у почетку је учио школску реторику, али касније, када је Епикур дошао у Митилену и тамо се настанио, Хермарх је постао његов одани ученик. Из непознатих разлога, постало је тешко остати у Митилени, па су Епикур и Хермарх напустили град и преселили се у Лампсак, где су створили нову филозофску школу. Из Лампсака потиче већина познатих аутора епикурејске школе. Када су се сви најближи Епикурови следбеници преселили у Атину и тамо основали нови „Врт“, само су три ученика носила титулу катхегемона (заправо заменика директора школе) – Метродор, Полијен и Хермарх.
Епикуров наследник у вођењу школе требало је да буде Метродор из Лампсака, али је прерано умро, а Полијен је убрзо кренуо за њим. Епикур стога није имао другог избора осим да именује Хермарха за свог наследника у вођењу школе (око 270. п. н. е.). 
Цицерон цитира Епикурово писмо упућено Хермарху, где он описује своје самртне муке и одговорност за Метродорову децу ставља на рамена Хермарха, као новог управника школе. Сам Хермарх је умро у поодмаклим годинама од парализе, показавши се као најспособнији човек и 30 година водио школу.

## Стваралаштво
Према Диогену Лаертију, Хермарх је аутор следећих расправа:
- Προς Εμπεδоκλεα - Писма о Емпедоклу (22 књиге)
- Περι των μαθηματων - О знању
- Προς Πλατωνα - Против Платона
- Προς Αριστоτελην - Против Аристотела

Хермархови списи нису сачувани, из наслова је јасно да су његова дела била усмерена против филозофије Платона, Аристотела и Емпедокла. Порфирије је цитирао одломак из његовог Против Емпедокла када је разматрао потребу за законима у друштву. Филодем се такође позива на своје погледе на природу богова.

## Итвори
1. ↑  Dorandi, Tiziano (1999-12-09), Chronology, Cambridge University Press, стр. 31—54, ISBN 978-0-521-25028-3, Приступљено 2024-01-03
2. ↑  PRAEMONITUM DE EDITIONE TERTIA, Cambridge University Press, 2010-06-10, стр. i—ii, Приступљено 2024-01-03
3. ↑  Diogenes Laertius (1925). „Lives of Eminent Philosophers 10. Epicurus”. Digital Loeb Classical Library. Приступљено 2024-01-03.
4. ↑  Menander, 14. Porphyry, de abstinentia 4.15 (754 = K-A 631), Oxford University Press, Приступљено 2024-01-03